# 동해사단
동해사단(독일어: Ostsee-Division)은 독일 제국 육군의 사단 중 하나이다. 사단장은 뤼디거 폰 데어 골츠 소장이었다. 사단의 핵심은 동부전선의 제95예비보병여단(여단장 K. 볼프 대령)과 제2근위기병여단(여단장 H. 폰 츠히르스키 운트 폰 뵈겐도르프 대령)의 2개 여단이었다. 여기에 지원용 포병부대와 공병부대가 합쳐져 병력은 10,000 명 수준이었다.
동해사단은 핀란드 내전에서 활동하며 소비에트 러시아에게 브레스트-리토프스크 조약(1918년 3월 3일)을 강제하는 데 한 역할을 담당했다. 조약의 결과 독일 제국은 다수의 동유럽 국가들을 러시아로부터 독립시켜 자신의 제후국으로 만들게 되었고, 이들 제후국을 천연자원 및 독일 본국 국민을 먹일 식량 조달처로 사용하려 했다.
핀란드 내전 당시 백군의 바사 원로원이 독일에 원조를 요청하자 독일은 핀란드가 모든 군사비용을 지불한다는 불평등 협정을 맺고 후고 모이러 해군중장의 해군전단을 통해 동해사단을 핀란드로 실어날랐다.
동해사단은 1918년 4월 3일 한코에 상륙하여 헬싱키와 라흐티 방면으로 이동했다. 동해사단은 적군을 파죽지세로 깨부수며 헬싱키를 탈환했다(1918년 4월 18일). 내전이 종전(1918년 5월 15일)된 뒤에도 동해사단은 철수하지 않고 핀란드에 주둔하며 내정간섭을 일삼았다. 그 와중 서부전선에서 독일이 패배하면서 제국이 무너지자 동해사단도 독일로 철수(1918년 12월 16일)하여 해산되었다.